# Championnats de France d'athlétisme en salle 2015
Navigation
Championnats 2014 Championnats 2016
Les 44es championnats de France d'athlétisme en salle ont eu lieu les 21 et 22 février 2015 au Stadium Jean-Pellez d'Aubière.

## Résultats

### Hommes
| Épreuves                               | Or                                | Argent                            | Bronze                       |
| -------------------------------------- | --------------------------------- | --------------------------------- | ---------------------------- |
| 60 m                                   | Christophe Lemaitre 6 s 63        | Marvin René 6 s 72                | Ben Bassaw 6 s 75            |
| 200 m                                  | Pierre-Alexis Pessonneaux 20 s 87 | Pierre Vincent 21 s 02            | Jean-Baptiste Formet 21 s 39 |
| 400 m                                  | Toumany Coulibaly 47 s 22         | Angel Chelala 47 s 68             | Olivier Smug 47 s 83         |
| 800 m                                  | Brice Leroy 1 min 51 s 66         | Léo Morgana 1 min 52 s 07         | Paul Renaudie 1 min 52 s 63  |
| 1 500 m                                | Bryan Cantero 3 min 45 s 25       | Yoann Kowal 3 min 45 s 45         | Simon Denissel 3 min 45 s 88 |
| 3 000 m                                | Hassan Chahdi 8 min 8 s 49        | Alexandre Saddedine 8 min 10 s 15 | Mehdi Akaouch 8 min 10 s 28  |
| 5 000 m marche                         | Antonin Boyez 19 min 59 s 28      | Guillaume Dujour 20 min 37 s 02   | Xavier Le Coz 21 min 0 s 80  |
| 60 m haies                             | Dimitri Bascou 7 s 48             | Wilhem Belocian 7 s 53            | Simon Krauss 7 s 69          |
| 400 m haies (épreuve de démonstration) | Adrien Clemenceau 51 s 58         | Mehdi Omara Besson 52 s 15        | Bruno Bertogal 52 s 44       |
| Saut en hauteur                        | Florian Labourel 2,19 m           | Abdoulaye Diarra 2,19 m           | Joris Chapon 2,15 m          |
| Saut à la perche                       | Renaud Lavillenie 6,01 m          | Kévin Menaldo 5,66 m              | Valentin Lavillenie 5,66 m   |
| Saut en longueur                       | Kafétien Gomis 8,18 m             | Salim Sdiri 7,80 m                | Raihau Maiau 7,78 m          |
| Triple saut                            | Jean-Marc Pontvianne 16,53 m      | Ulrick Bolosier 16,39 m           | Martin Lamou 15,85 m         |
| Lancer du poids                        | Tumatai Dauphin 20,10 m           | Gaëtan Bucki 20,09 m              | Frédéric Dagée 19,74 m       |
| Heptathlon                             | Gaël Quérin 6 065 pts             | Bastien Auzeil 5 999 pts          | Romain Martin 5 759 pts      |

### Femmes
| Épreuves         | Or                              | Argent                             | Bronze                         |
| ---------------- | ------------------------------- | ---------------------------------- | ------------------------------ |
| 60 m             | Céline Distel-Bonnet 7 s 27     | Stella Akakpo 7 s 30               | Jennifer Galais 7 s 32         |
| 200 m            | Brigitte Ntiamoah 23 s 57       | Eléa-Mariama Diarra 23 s 65        | Anaïs Desroses 24 s 11         |
| 400 m            | Marie Gayot 52 s 14             | Agnès Raharolahy 53 s 45           | Déborah Sananes 54 s 26        |
| 800 m            | Renelle Lamote 2 min 3 s 21     | Charlotte Mouchet 2 min 5 s 31     | Clarisse Moh 2 min 5 s 64      |
| 1 500 m          | Claire Perraux 4 min 22 s 47    | Élodie Normand 4 min 25 s 65       | Valentine Huze 4 min 28 s 20   |
| 3 000 m          | Fanny Pruvost 9 min 44 s 48     | Laure Funten-Prévost 9 min 47 s 93 | Azeline Martino 9 min 52 s 40  |
| 3 000 m marche   | Émilie Menuet 13 min 2 s 87     | Inès Pastorino 13 min 29 s 20      | Amandine Marcou 13 min 58 s 29 |
| 60 m haies       | Sandra Gomis 8 s 10             | Alice Decaux 8 s 12                | Sandra Sogoyou 8 s 19          |
| Saut en hauteur  | Nawal Meniker 1,85 m            | Melanie Skotnik 1,85 m             | Sandrine Champion 1,81 m       |
| Saut à la perche | Marion Fiack 4,60 m             | Marion Lotout 4,40 m               | Maria Leonor Tavares 4,20 m    |
| Saut en longueur | Haoua Kessely 6,34 m            | Antoinette Nana Djimou 6,21 m      | Awa Sene 6,18 m                |
| Triple saut      | Jeanine Assani-Issouf 14,13 m   | Teresa Nzola Meso Ba 13,69 m       | Rouguy Diallo 13,59 m          |
| Lancer du poids  | Jessica Cérival 16,90 m         | Antoinette Nana Djimou 15,30 m     | Nadège Mendy 14,73 m           |
| Pentathlon       | Annaelle Nyabeu Djapa 4 230 pts | Sandra Jacmaire 4 138 pts          | Gaëlle Le Foll 4 108 pts       |